# Індійська гробниця (фільм, 1959)
«Індійськая гробниця» (нім. Das Indische Grabmal) — пригодницький фільм німецького режисера Фріца Ланга, знятий у 1959 року за мотивами роману Теа фон Гарбоу. Фільм є продовженням стрічки «Бенгальський тигр».

## Сюжет
Фільм починається з короткого переказу попередніх подій, що сталися в «Бенгальському тигрові». Сіта і Гаральд, що втекли від магараджі і дивом вижили в пустелі, намагаються врятуватися в горах, проте незабаром їх виявляють і ловлять. В той же час e палаці інтриги набирають обертів, а європейці подружжя Род намагаються з'ясувати, що ж сталося з Гаральдом.

## В ролях
| Актор             |   | Роль               |
| ----------------- | - | ------------------ |
| Дебра Паджет      | • | Сіта               |
| Поль Губшмід      | • | Гаральд Бергер     |
| Вальтер Райєр     | • | Чандра             |
| Клаус Гольм       | • | доктор Вальтер Род |
| Валерій Інкіжинов | • | Яма                |
| Сабіна Бетман     | • | Ірен Род           |
| Рене Дельтген     | • | принц Рамігані     |
| Гвідо Челано      | • | генерал Даг        |
| Йоган Брокманн    | • | Падху              |
| Йоган Блуме       | • | Асагара            |

## Цікаві факти
- Фільм знімався в Раджастхані та Берліні.
- Слоганом фільму був вираз «Der deutsche Millionen — Film»! («Німецький фільм-мільйонер»!)
- Фільми «Бенгальський тигр» і «Індійська гробниця» для США були змонтовані в один 90-хвилинний фільм під назвою «Подорож в загублене місто».